# Shunichi Nakajima
Shunichi Nakajima (中島 俊一 Nakajima Shunichi?), född 16 juni 1982 i Gunma prefektur, är en japansk före detta fotbollsspelare.
Nakajima började sin karriär 2005 i Nagoya Grampus Eight. Efter Nagoya Grampus Eight spelade han för FC Ryukyu och Mito HollyHock. Han avslutade karriären 2009.